# Bizim Hikaye
Bizim Hikaye è una serial televisivo turco, basata sull'omonima serie britannica del 2004 di Paul Abbott, e trasmessa dall'emittente turca Fox dal 14 settembre 2017.

## Episodi
| Stagione | Episodi | Inizio            | Fine           |
| -------- | ------- | ----------------- | -------------- |
| 1        | 37      | 14 settembre 2017 | 7 giugno 2018  |
| 2        | 33      | 13 settembre 2018 | 23 maggio 2019 |